# En mördares leende
En mördares leende (originaltitel In Plain Sight) är en brittisk dramaserie som sändes i tre delar mellan 7 och 21 december 2016. TV-serien skildrar seriemördaren Peter Manuel som härjade i Lanarkshire, Skottland på 1950-talet.

## Rollista
| Douglas Henshall  | – William Muncie  |
| Martin Compston   | – Peter Manuel    |
| Sorcha Groundsell | – Jane Muncie     |
| Shauna MacDonald  | – Agnes Muncie    |
| Kate McLaughlin   | – Sandra Muncie   |
| Joanne Thomson    | – Iris Laird      |
| Gavin Jon Wright  | – Hugh Kirk       |
| Jack Greenless    | – McLeod          |
| Jenny Hulse       | – Mary McLauchlan |
| Lousie McCarthy   | – Babs            |
| Stewart Porter    | – John Buchanan   |
| Gilly Gilchrist   | – Sammy Manuel    |
| Joanna Roth       | – Bridget Manuel  |
| Bobby Rainsbury   | – Theresa Manuel  |
| Michael Nardone   | – Leish           |
| Gary Lewis        | – William Watt    |